# Pisione tortuosa
Pisione tortuosa är en ringmaskart som beskrevs av Hartmann-Schröder och Parker 1990. Pisione tortuosa ingår i släktet Pisione och familjen Pisionidae. Inga underarter finns listade i Catalogue of Life.